# Rhynchospora hirticeps
Rhynchospora hirticeps är en halvgräsart som först beskrevs av Georg Kükenthal, och fick sitt nu gällande namn av Tetsuo Michael Koyama. Rhynchospora hirticeps ingår i släktet småag, och familjen halvgräs. Inga underarter finns listade i Catalogue of Life.